# Пам'ятник Гете (Берлін)
Пам'ятник Гете (нім. Goethe-Denkmal) роботи скульптора Фріца Шапера знаходяться в Берліні в східній частині Великого Тіргартену на вулиці Ебертштрассе між Бранденбурзькими воротами й вулицею Леннештрассе. Пам'ятник з каррарського мармуру був урочисто відкритий у 1880 році. В кінці XX століття з метою захисту пам'ятник був тимчасово замінений на бетонну копію.
Берлінський комітет закликав встановити пам'ятник Гете в Берліні ще в 1860 році, проте спочатку ніхто не відгукнувся на заклик. У 1861 році було прийнято рішення звести в Берліні пам'ятники поетам Гете, Шиллеру й Лессінгу. У 1868—1871 роках був створений пам'ятник Шиллеру на площі Жандарменмаркт, пам'ятник Гете з'явився вже в 1880 році, Лессінгу — в 1890 році.
У травні 1872 року було оголошено конкурс на проєкт пам'ятника Гете, в якому взяли участь п'ятдесят учасників. Найбільшу підтримку публіки отримав проєкт маловідомого на той час скульптора Фріца Шапера. Проте, комітет не зміг прийняти остаточного рішення й обрав чотири найкращі проєкти. У 1873 році замовлення на пам'ятник Гете все-таки отримав Фріц Шапер, який працював над ним в 1876—1880 роках. Спочатку скульптор зобразив поета в молодості, але в кінцевому варіанті письменник виглядав вже зрілим чоловіком близько сорока років. На урочистій церемонії відкриття 2 червня 1880 року були присутні багато видних представників культури й політики.
Висота пам'ятника Гете сягає шести метрів, висота скульптури поета на круглому постаменті становить 2,72 метри. Біля підніжжя пам'ятника розмістилися три алегоричні жіночі скульптури: Лірики в образі музи з лірою, Драми з письмовим приладдям і генієм зі смолоскипом смерті і алегорії Науки, що читає.
Під час Другої світової війни пам'ятник Гете отримав деякі несерйозні пошкодження. У 1959—1960 роках була проведена перша реставрація. У 1982 році мармуровий оригінал перевезли на Ландвер-канал, а в 2009 році — в цитадель Шпандау. У 1987 році копія пам'ятника Гете, виконана скульптором і реставратором Гаральдом Гаакке, зайняла місце оригіналу в Тіргартені. Проте через двадцять років 12 листопада 2010 року бетонну копію було замінено на мармуровий оригінал.

## Галерея

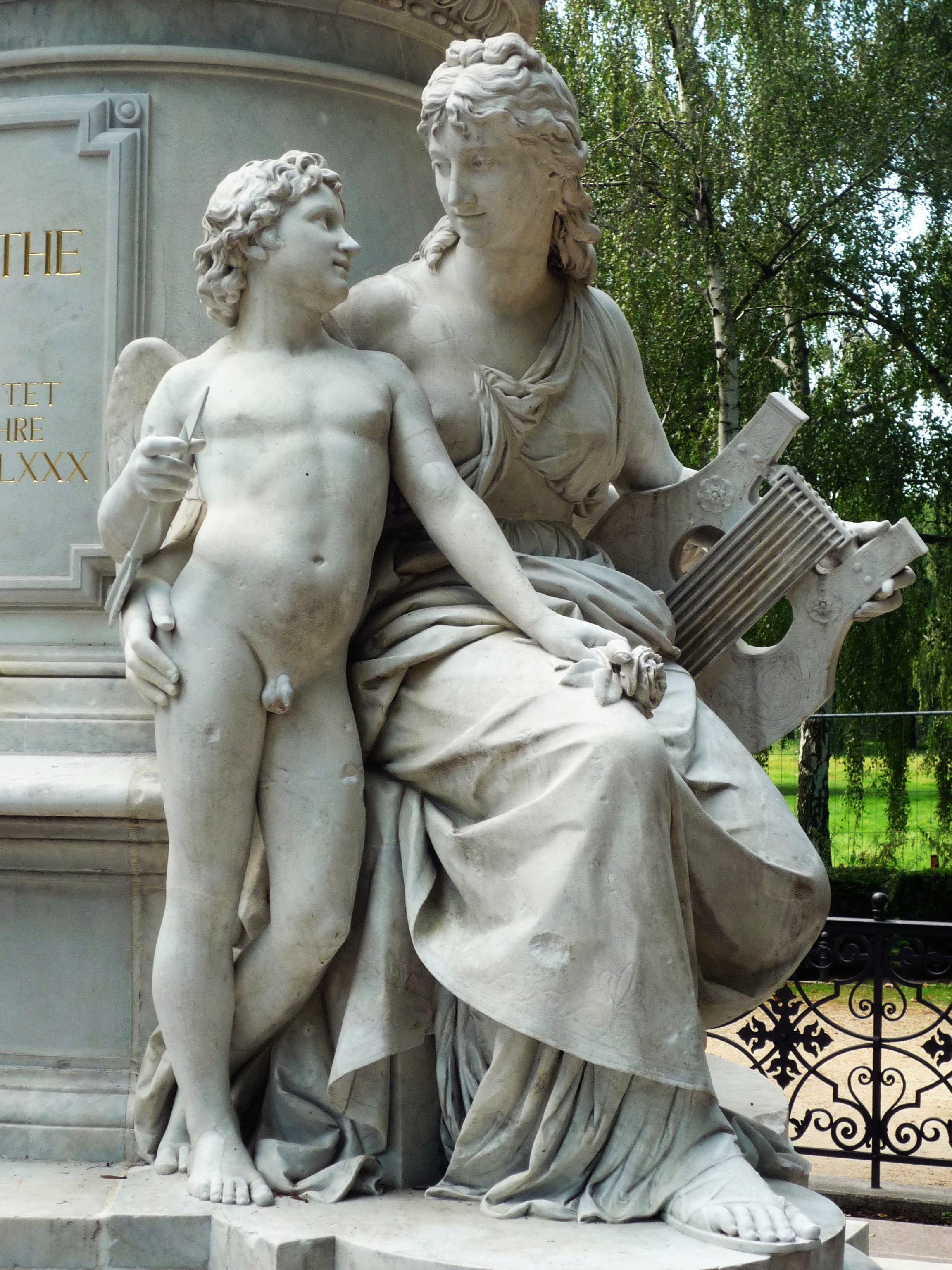
Алегорія Лірики
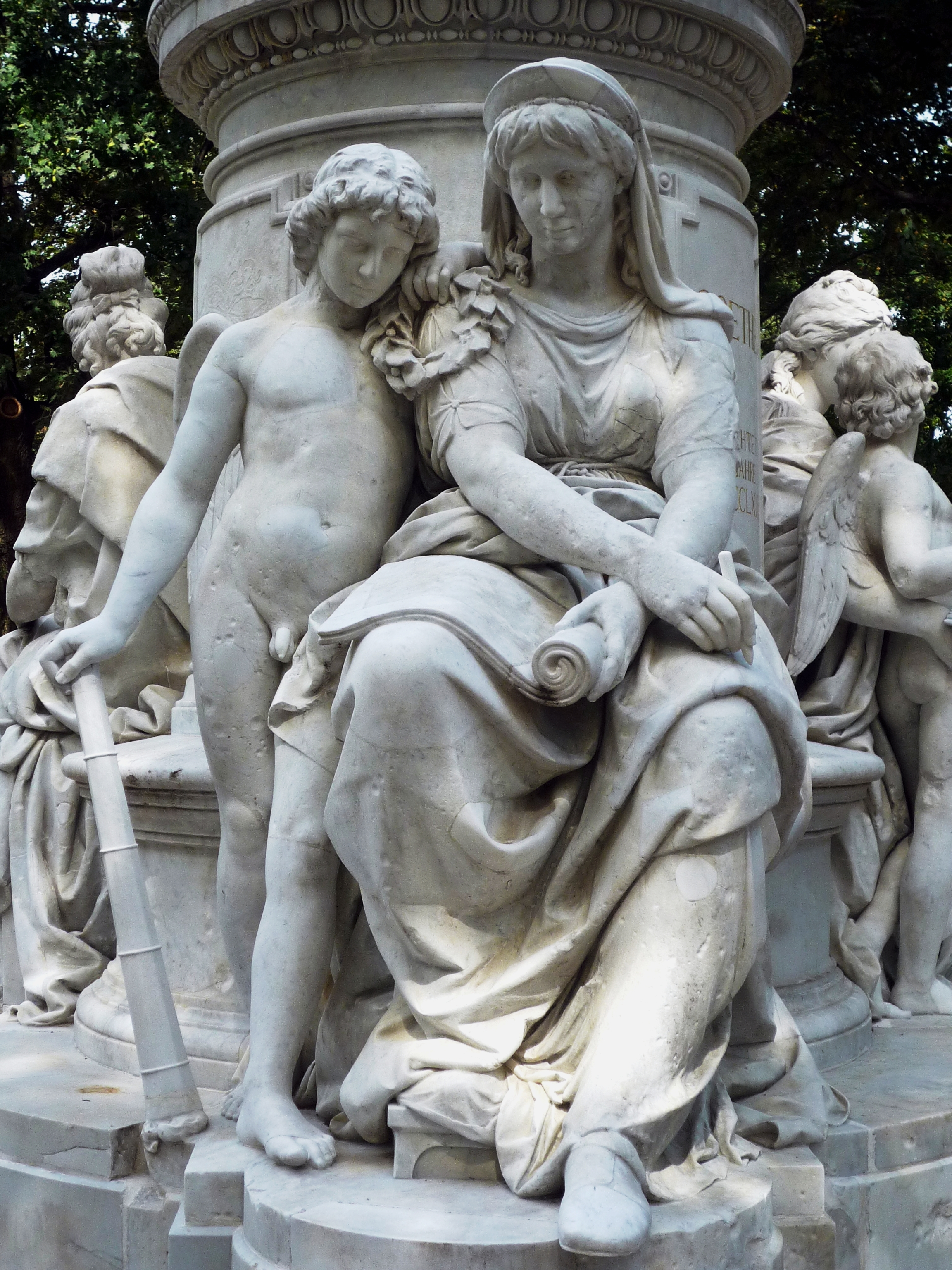
Алегорія Драми
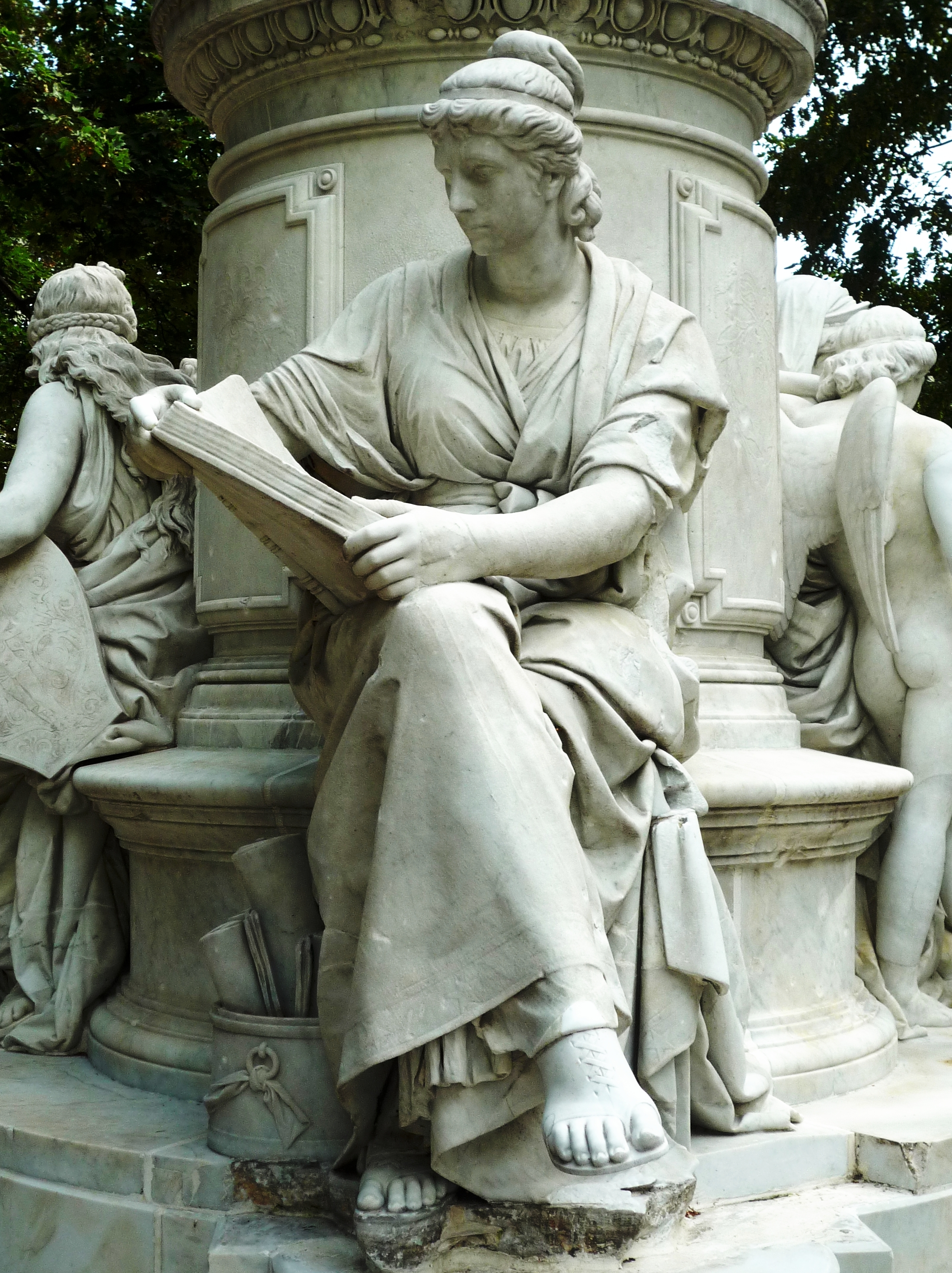
Алегорія Науки